# Les Aspin
Leslie "Les" Aspin, Jr. (Milwaukee, 21 de julho de 1938 – Washington, D.C., 21 de maio de 1995) foi um político e economista norte-americano. Ele serviu como membro da Câmara dos Representantes dos Estados Unidos de 1971 a 1993 e também como 18º Secretário de Defesa entre 1993 e 1994 durante o primeiro ano da presidência de Bill Clinton.
No Congresso, Aspin tinha a reputação de sempre tomar uma posição conciliatória em questões controversas. Ele apoiou a administração de Ronald Reagan sobre a questão dos mísseis MX e na ajuda aos Contras da Nicarágua, porém foi contra ao bombardeiro B-2 Spirit e à Iniciativa Estratégica de Defesa. Aspin teve um papel importante ao convencer a Câmara dos Representantes a aprovar uma resolulção apoiando o uso da força pelo presidente George H. W. Bush contra o Iraque depois da invasão do Kuwait.
Como Secretário de Defesa, enfrentou questões complexas como o papel dos homossexuais e das mulheres nas forças armadas. Aspin teve que tomar grandes decisões sobre o uso de força militar na Somália, Bósnia e Herzegovina e Haiti. Foi contra o corte de orçamento do exército e sua reestruturação como parte do fim da Guerra Fria. Ele renunciou ao cargo por causa da perda de vidas norte-americanas na Somália ocasionadas pela falta de apoio militar adequado.